# V̧
Cette page contient des caractères spéciaux ou non latins. S’ils s’affichent mal (▯, ?, etc.), consultez la page d’aide Unicode.
V̧ (minuscule : v̧), appelé v̧ cédille, est une lettre additionnelle latine et un symbole phonétique.
Elle est formée d'un V diacrité par une cédille. Elle n’est pas à confondre avec le V virgule souscrite ‹ V̦, v̦ ›.

## Utilisation
Le V virgule souscrite est utilisé en lutsi et a été utilisé en latgalien de Sibérie dans les années 1920 et 1930. Les caractères g, k, l, n avec virgule souscrite de ses langues étant représentés avec les caractères ‹ ģ, ķ, ļ, ņ › composés avec la cédille, c’est-à-dire une cédille ayant la forme de virgule, le V virgule souscrite peut en théorie être représenter par le caractère ‹ v̧ › composé avec la cédille.

## Représentations informatiques
Le V cédille peut être représenté avec les caractères Unicode suivants :
- décomposé et normalisé (latin de base, diacritiques)[1],[2] :

| formes    | représentations | chaînes de caractères | points de code | descriptions                                  |
| --------- | --------------- | --------------------- | -------------- | --------------------------------------------- |
| capitale  | V̧               | V◌̧                    | U+0056 U+0327  | lettre majuscule latine p diacritique cédille |
| minuscule | v̧               | v◌̧                    | U+0076 U+0327  | lettre minuscule latine p diacritique cédille |